# Nour El-Sherif
Nour El-Sherif (en árabe: نور الشريف; 28) de abril de 1946 – 11 de agosto de 2015) fue un actor egipcio contemporáneo. Su nombre real es Mohamad Geber Mohamad ِAbd Allah (en árabe: محمد جابر محمد عبد الله).
El-Sherif nació en el barrio obrero de Sayeda Zainab en El Cairo (en árabe: السيدة زينب). El Sherif contrajo matrimonio con la actriz egipcia Poussi, casándose en 1972 y divorciándose finalmente en 2006. Juntos tuvieron dos hijas, Sara y Mai. También jugó al fútbol antes de inclinarse finalmente por la actuación. Nour El-Sherif es también conocido como Nour El Cherif, Nour El-Cherif o Nour Al-Sharif.

## Muerte
El-Sherif murió el 11 de agosto de 2015 en El Cairo a los 70 años de edad a causa de una larga enfermedad.[cita requerida]
- Datos: Q381486
- Multimedia: Nour El-Sherif / Q381486